# Hélène Iekawé
Hélène Iekawé, née le 18 janvier 1964 sur l'île de Lifou, est une femme politique non-indépendantiste de Nouvelle-Calédonie, d'origine kanak.

## Carrière professionnelle
Née Hélène Wadrema Kine Wananije, elle a fini sa scolarité au Lycée Lapérouse de Nouméa avant d'être diplômée de l'Université de la Nouvelle-Calédonie, et elle a enseigné les langues kanak dans les établissements scolaires du secondaire dans le Grand Nouméa.

## Politique
Elle entre en politique pour les élections provinciales du 9 mai 2004. Elle est alors présente en 21e position sur la liste Avenir ensemble emmenée par Marie-Noëlle Thémereau en Province Sud et constituée de dissidents ou opposants de longue date au Rassemblement pour la Calédonie dans la République (RPCR) du député Jacques Lafleur, force dominante historiquement dans le camp anti-indépendantiste et sur la scène politique locale. L'Avenir ensemble obtient alors la victoire dans le Sud avec 33,89 % des suffrages exprimés et 19 sièges sur 40 à l'Assemblée provinciale (dont 15 des 32 élus également envoyés au Congrès). L'entrée de Marie-Noëlle Thémereau et de Didier Leroux au gouvernement de la Nouvelle-Calédonie le 10 juin 2004 permet à Hélène Iekawé de rentrer à l'Assemblée de la Province Sud (mais pas au Congrès). Si Marie-Noëlle Thémereau et de Didier Leroux retrouvent leurs sièges après leur départ de l'exécutif local le 6 août 2007, l'élection au gouvernement à leur place de Harold Martin, Sylvie Robineau et Pascal Vittori, issus de la même liste, permet à Hélène Iekawé de rester conseillère provinciale. Pendant cette mandature, elle est présidente des commissions de la Culture et de la Condition féminine de l'Assemblée de la Province Sud. Elle s'attache alors tout particulièrement à faire avancer la création de l'« Historial » (contraction d'Histoire et Mémorial) de Oua-Tom, à La Foa, consacré à la Seconde Guerre mondiale. 
En 2008, elle suit le président de l'Assemblée de la Province Sud Philippe Gomès dans sa fronde contre l'équipe dirigeante de l'Avenir ensemble (Harold Martin et Didier Leroux) et participe ainsi à la création d'un nouveau parti non-indépendantiste, Calédonie ensemble. Elle est candidate en 8e place sur la liste de ce mouvement aux élections provinciales du 10 mai 2009, emmenée par Philippe Gomès dans le Sud, qui obtient le deuxième meilleur score (derrière le Rassemblement-UMP, nouveau nom du RPCR, du député et président sortant du Congrès Pierre Frogier, mais devant l'Avenir ensemble de Harold Martin) avec 23,6 % des voix et 11 sièges sur 40, dont 9 également au Congrès. Hélène Iekawé retrouve donc son mandat de conseillère provinciale, et intègre de plus pour la première fois l'assemblée délibérante de Nouvelle-Calédonie. Elle retrouve la présidence de la commission de la Culture de l'Assemblée de la Province Sud, et prend celle de la commission de l'Enseignement et de la Culture au Congrès. À ce poste, elle est l'un des principaux acteurs du « grand débat sur l’avenir de l’école calédonienne » organisé entre 2010 et 2011 pour préparer un projet pédagogique et planifier la politique éducative d'après le transfert de la compétence du secondaire, du privé et de l'enseignement agricole (effectif en janvier 2012). Elle va de plus être rapporteur du projet de loi du pays portant diverses dispositions relatives au droit du travail en Nouvelle-Calédonie, adoptée le 9 décembre 2009 et promulguée le 12 janvier 2010. 
Elle est membre des 10e, 11e et 12e gouvernements de la Nouvelle-Calédonie issus du statut de l'accord de Nouméa du 17 mars 2011 au 5 juin 2014.
Elle est chargée de la météorologie le 22 mars 2011, de la gestion et de la conservation des Ressources naturelles de la ZEE, de l'environnement et du Développement durable à compter du 16 juin 2011 et de l'enseignement primaire public à partir du 18 août 2011. L'attribution de la météorologie, inédite au sein de l'exécutif néo-calédonien, est perçue par son parti comme une provocation de la part du Rassemblement-UMP, de l'Avenir ensemble, de l'UC et du Parti travailliste, désormais majoritaires et auxquels Calédonie ensemble s'oppose. Hélène Iekawé estime pour sa part que : « C’est vraiment se moquer du monde. Une nouvelle fois, c’est un détournement de l’esprit et de la lettre de l’accord de Nouméa ». 
Le 20 août 2011, elle est désignée comme suppléante de Philippe Dunoyer, candidat à l'un des deux postes de sénateur de Nouvelle-Calédonie pour les élections du 25 septembre suivant, aux côtés de Gérard Poadja (suppléé pour sa part par Corine Voisin). Le 24 mars 2012, elle est de nouveau désignée candidate suppléante pour une élection nationale, cette fois-ci de Sonia Lagarde aux législatives de juin 2012 dans la 1re circonscription. Cette dernière est élue au second tour, face au sortant Gaël Yanno du Rassemblement-UMP. 
À la suite du succès de Calédonie ensemble aux législatives, et à la démission le 18 décembre 2012 de Philippe Gomès de l'exécutif local afin de porter au Congrès une motion de censure (finalement rejetée) le 21 décembre suivant, un remaniement de la répartition des secteurs est opéré le 16 avril 2013 au sein du gouvernement. Hélène Iekawé perd alors les compétences controversées et contestées de la météorologie et de la gestion et de la conservation des Ressources naturelles de la ZEE, conserve celles de l'environnement et du Développement durable et remplace celle de l'enseignement primaire public par l'enseignement privé et la coordination du projet éducatif. 
Dans ses nouveaux secteurs, elle porte une délibération adoptée par le gouvernement le 14 mai 2013 visant à octroyer aux établissements privés secondaires de la Direction diocésaine de l’enseignement catholique (DDEC), de l'Alliance scolaire de l’Église évangélique (ASÉÉ) et de la Fédération de l'enseignement libre protestant (FELP) une aide de 2 milliards de Francs pacifique (16,76 millions d'euros) pour leur fonctionnement et les rémunérations des personnels non enseignants. Se présentant toujours comme étant « dans l'opposition », elle critique dans un entretien accordé aux Les Nouvelles calédoniennes et publié le 2 août 2013, Jean-Claude Briault et Sonia Backes, les membres de l'exécutif chargés avec elle depuis 2011 des compétences éducatives (le secondaire et le privé pour le premier de 2012 à 2013 puis l'ensemble de l'enseignement public ; l'enseignement supérieur pour la seconde, ainsi que les transferts du secondaire, du privé et de la santé scolaire de 2011 jusqu'à janvier 2012) comme « les promoteurs du découpage de l’enseignement, qui freine le pilotage de l’école » et estime « que demander de rajouter une ligne budgétaire pour le privé est un combat quotidien ». Concernant la « coordination du projet éducatif », elle déclare dans le même entretien : « Je souhaite déterrer les 60 recommandations du grand débat sur l’école [organisé de 2010 à 2011 à l'initiative de Philippe Gomès lorsqu'il était encore président du gouvernement], aboutissement d’un travail considérable des membres de la commission et issu des réflexions de la communauté éducative, des syndicats, des formations politiques, des familles et des élèves. Autant de propositions qui devaient permettre d’améliorer le système éducatif. Le fait que l’on ne les a jamais prises en compte montre bien la volonté de ne rien voir évoluer. »
Candidate en deuxième position sur la liste Calédonie ensemble menée par l'ancien maire (de 1983 à 2008) Bernard Marrant à Dumbéa lors des élections municipales des 23 et 30 mars 2014, elle est élue conseillère municipale, siégeant dans l'opposition à Georges Naturel du Rassemblement-UMP. Puis, pour les élections provinciales du 11 mai suivant, elle est huitième sur la liste tirée une nouvelle fois par Philippe Gomès dans le Sud, baptisée « L'Avenir en partage. Ensemble, vers un avenir éclairé et apaisé ». Elle arrive assez largement en tête du scrutin, avec 24 873 voix soit 36,47 % des suffrages exprimés et 16 sièges à l'assemblée provinciale sur 40, dont 13 également au Congrès (complétés par deux issus de la Province Nord). Hélène Iekawé retrouve ainsi son mandat dans ces deux institutions. Faisant partie avec son parti et l'ensemble des autres formations non-indépendantistes dans une nouvelle majorité formée dans le cadre d'un « contrat de gouvernance solidaire », elle est élue le 23 mai 2014 à la 3e vice-présidence du bureau du Congrès, dont la présidence est revenue par ailleurs à Gaël Yanno. Elle est également rapporteur de la commission de l'Enseignement et de la culture de cette assemblée, tout en prenant la présidence de celle de l'enseignement privé à la Province Sud. Elle coopère alors activement avec le membre du gouvernement chargé de l'enseignement, lui-aussi membre de Calédonie ensemble mais non élu issu de l'enseignement privé catholique, André-Jean Léopold, pour l'élaboration du Projet éducatif néo-calédonien qui reprend l'essentiel des conclusions du « Grand débat sur l'avenir de l'école » de 2010-2011. 
Or, le 2 juin 2015, André-Jean Léopold annonce sa démission du gouvernement désormais présidé par Philippe Germain, autre membre de Calédonie ensemble, pour « raisons personnelles », ce qui est rendu effectif le lendemain. En tant que sa suivante de liste, Hélène Iekawé redevient alors membre de l'exécutif local et, étant spécialiste de ces questions depuis le début de sa carrière politique, prend en charge l'animation et le contrôle du secteur de l'Enseignement, ainsi que des Questions relatives à l'Enseignement supérieur, de la Recherche et de la Mise en place du Service civique. Elle a surtout pour mission de faire aboutir le Projet éducatif qui, selon son prédécesseur, « est bien avancé, même si vous avez encore du travail sur la planche », les principales mesures ayant déjà été prises concernant le rôle des langues et de la culture kanak, l’insuffisance du nombre d’élèves à avoir acquis les fondamentaux au sortir du primaire, les difficultés récurrentes à accrocher au collège, l’illettrisme, etc.
Elle présente finalement le projet définitif de délibération définissant les valeurs, les principes et les enjeux principaux de la politique éducative devant le gouvernement, qui l'adopte par dix voix sur onze le 15 décembre 2015, puis devant le Congrès qui le vote un mois plus tard par 45 voix pour, 3 contre et 5 abstentions. Il s'articule autour de quatre objectifs principaux, à savoir de « développer l’identité de l’École calédonienne pour favoriser le vivre ensemble » (en renforçant l’engagement des élèves dans la vie de l’établissement, en ancrant le nouveau service civique, en valorisant l’enseignement de la culture et des langues kanakes, par exemple), de « prendre en compte la diversité des publics pour favoriser la réussite de tous » (en offrant un socle commun de connaissances et de valeurs, en adaptant le fonctionnement de l’École aux élèves dans leur diversité, en donnant des moyens supplémentaires aux établissements en difficulté, etc.), de « créer un environnement de travail favorable, pour un meilleur épanouissement de l’élève au sein de l’École » (par l'adaptation des rythmes scolaires, l'éducation à la santé et au développement durable, la valorisation des activités physiques…) et d'« ouvrir l’École sur la région Océanie et le monde, pour répondre aux défis du XXIe siècle » (en favorisant l’essor du numérique à l’école, en développant les partenariats avec le monde du travail…). Pour le mettre en œuvre à partir de la rentrée 2017, elle prépare avec les services compétents et en concertation avec les collectivités territoriales une charte d'application des orientations de la politique éducative, véritable plan d'action triennal 2017-2019 qui est adopté par le gouvernement le 29 septembre 2016 et par le Congrès le 19 octobre suivant.